# Aratinga dels cactus
L'aratinga dels cactus (Eupsittula cactorum) és una espècie d'ocell de la família dels psitàcids que habita boscos poc densos, sabanes i matolls de l'est del Brasil.